# Народная Республика Бенин
Народная Республика Бенин (фр. République populaire du Bénin) — социалистическое государство, располагавшееся на берегу Гвинейского залива на Африканском континенте, ныне известно как Республика Бенин.
Народная Республика Бенин была создана 30 ноября 1975 года после переворота 1972 года в республике Дагомея. Народная республика существовала до 1 марта 1990 года, когда страна была переименована, а затем 11 декабря 1990 года была принята новая конституция.

## Попытка переворота
В январе 1977 года в стране была совершена попытка переворота, руководимого Бобом Денаром и поддерживаемого Францией, Габоном и Марокко. Его провал помог укрепить режим. 26 августа того же года была принята конституция. Всю власть получало только созданное национальное собрание.
Оппозиция была подавлена, политические заключенные могли годы провести в тюрьме без суда. Были организованы компании по развитию сельской местности и улучшению образования. Государство также проводило антирелигиозную политику, стараясь искоренить колдовство и устаревшие верования. Вуду было запрещено. Бенин получил поддержку от других коммунистических стран, в том числе Кубы, ГДР, СССР и КНДР.

## Экономика
В экономике главенствовал аграрный сектор. Сельское хозяйство было ориентировано на производстве продуктов масличной пальмы, хлопка, табака и прочих культур. В 1977 год произведено (в тыс. тон) риса — 17, кукурузы — 235, прос — 5, сорго — 76, кассавы  — 610, арахиса — 48, ядер пальмового ореха — 70, апельсинов — 12, плодов манго — 12, бананов — 12. Поголовье скота (1тыс. голов) — крупного рогатого— 833; овец — 886, коз — 858, свиней — 378. Насчитывается 4068 тыс. голов домашней птицы.
В промышленной сфере имелись небольшие предприятия по переработке сельскохозяйственной продукции, текстильная фабрика, предприятия по производству строительных материалов, сборке транзисторов. В небольших объемах добывался мрамор, известняк, алмазы. В 1976 году выработано 62 млн. квт-ч электроэнергии.
Экспорт — продукты масличной пальмы, хлопок, табак. Импорт — автомобили и оборудование, текстиль, нефтепродукты. Основные торговые партнеры: Франция, США, ФРГ.
Страна являлась членом Экономического сообщества стран Западной Африки и Общей афро-маврикийской организации.
Уровень жизни был довольно низкий; имелся высокий уровень безработицы, в 1985—1988 гг. 73 % взрослого населения было неграмотным, детская смертность составляла 185 человек на 1000 человек, доступ к чистой воде имело 52 % населения. При этом имелись определённые улучшения ситуации. Например, в 1970—1985 гг. уровень грамотности ежегодно повышался на 1,8 %, в 1975—1987 гг. доступность чистой воды ежегодно увеличивалась на 3,94 %. Детская смертность снизилась к 1988 году более чем в 1,5 раза по сравнению с 1960 годом. 